# Запитівська селищна рада
| Запитівська селищна рада — орган місцевого самоврядування у Кам'янка-Бузькому районі Львівської області з адміністративним центром у смт Запитів. Історична дата утворення: в 1987 році. Водоймища на території, підпорядкованій даній раді: річка Млинівка. Селищній раді підпорядковані населені пункти: - смт Запитів |

## Склад ради
Рада складається з 16 депутатів та голови.

### Керівний склад ради
| ПІБ                    | Основні відомості                                           | Дата обрання | Дата звільнення |
| ---------------------- | ----------------------------------------------------------- | ------------ | --------------- |
| Федейко Юрій Федорович | Селищний голова, 1961 року народження, освіта, безпартійний | 26.03.2006   | 31.10.2010      |
| Федейко Юрій Федорович | Селищний голова, 1961 року народження, освіта, безпартійний | 31.10.2010   |                 |

Примітка: таблиця складена за даними джерела